# Ptilodexia ypsiliformis
Ptilodexia ypsiliformis là một loài ruồi trong họ Tachinidae.